# دولت تورلیخانوف
دولت تورلیخانوف (انگلیسی: Daulet Turlykhanov؛ زادهٔ ۱۸ نوامبر ۱۹۶۳) کشتی‌گیر اهل اتحاد جماهیر شوروی سوسیالیستی بود.